# جائزة الكرة الذهبية 1991
جائزة الكرة الذهبية 1991، جائزة سنوية تُعطى لأفضل لاعب كرة القدم في العالم من طرف مجلة فرانس فوتبول الفرنسية، كما تقرره لجنة دولية من الصحفيين الرياضيين، وفاز بالجائزة في 1991 اللاعب الفرنسي جان بيير بابان لاعب أولمبيك مارسيليا.

## الترتيب
| الترتيب | اللاعب           | النادي              | الجنسية    | النقاط |
| ------- | ---------------- | ------------------- | ---------- | ------ |
| 1       | جان بيير بابان   | أولمبيك مارسيليا    | فرنسا      | 141    |
| 2       | ديان سافيدجيفيدج | النجم الأحمر بلغراد | يوغوسلافيا | 42     |
| 2       | داركو بانكيف     | النجم الأحمر بلغراد | يوغوسلافيا | 42     |
| 2       | لوثار ماثيوس     | إنتر ميلان          | ألمانيا    | 42     |